# Catharina Questiers

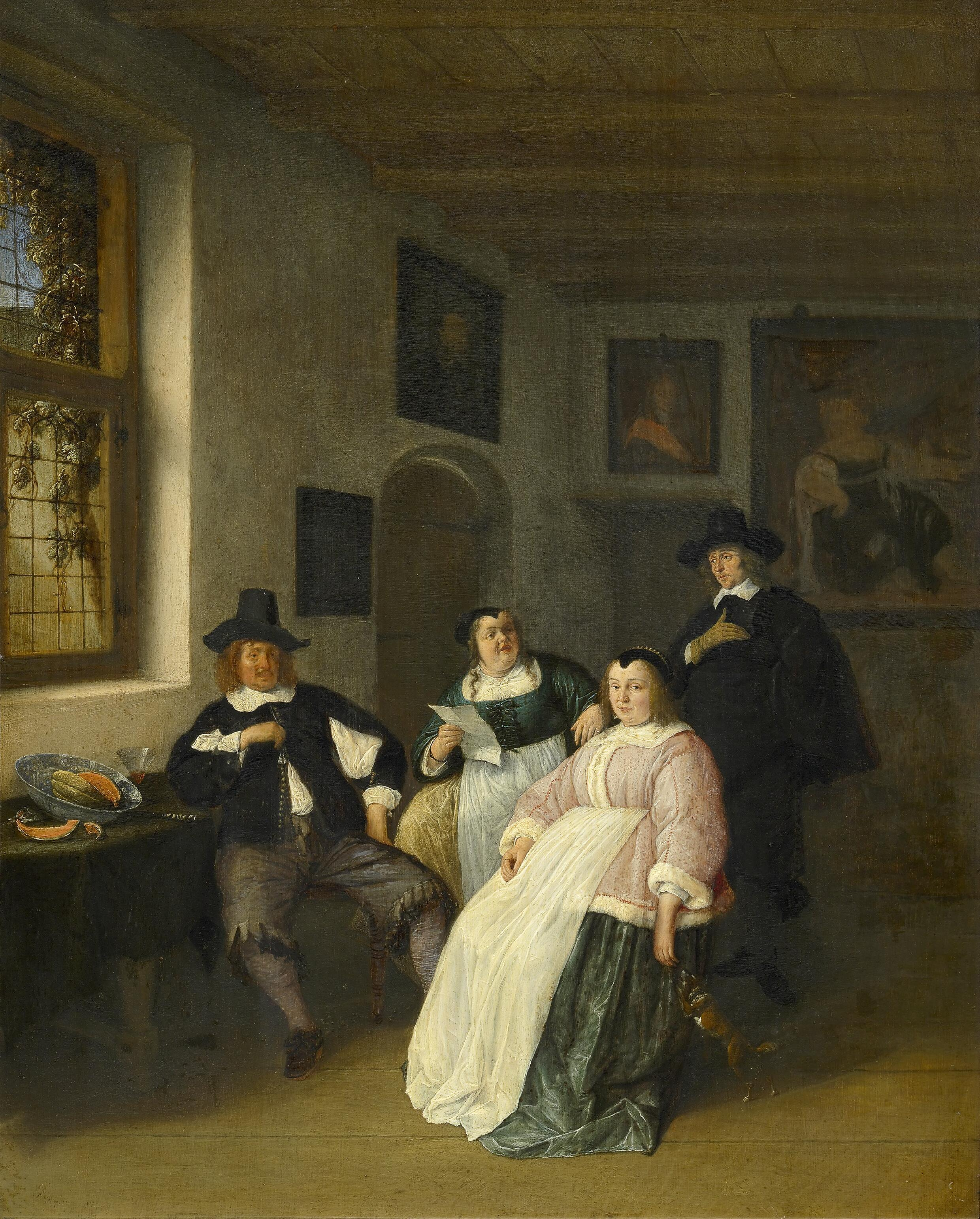
Die Familie De Goyer und der Maler (Catharina Questiers mit dem Papier in der Hand, ein Gedicht lesend), Adriaen van Ostade, Öl auf Holz, 1650–1655

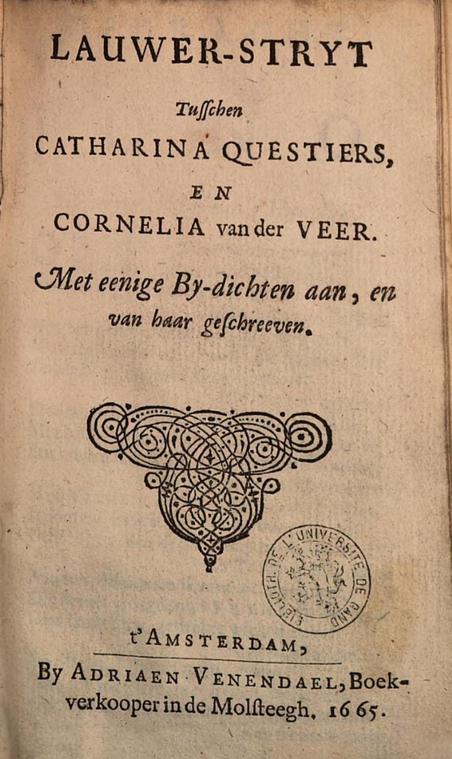
Titelseite von Lauwer-stryt tusschen Catharina Questiers en Cornelia van der Veer (1665).

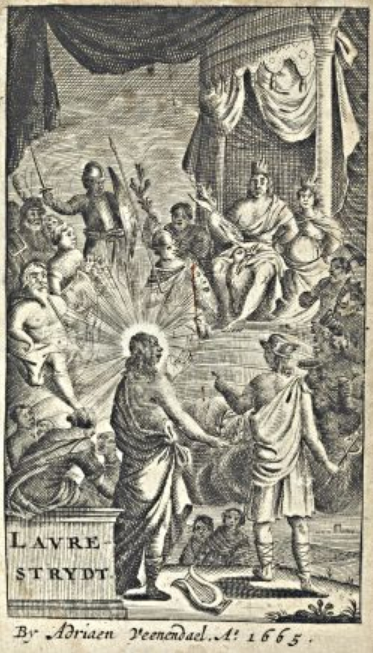
Illustration in: Lauwer-stryt tusschen Catharina Questiers en Cornelia van der Veer (1665).

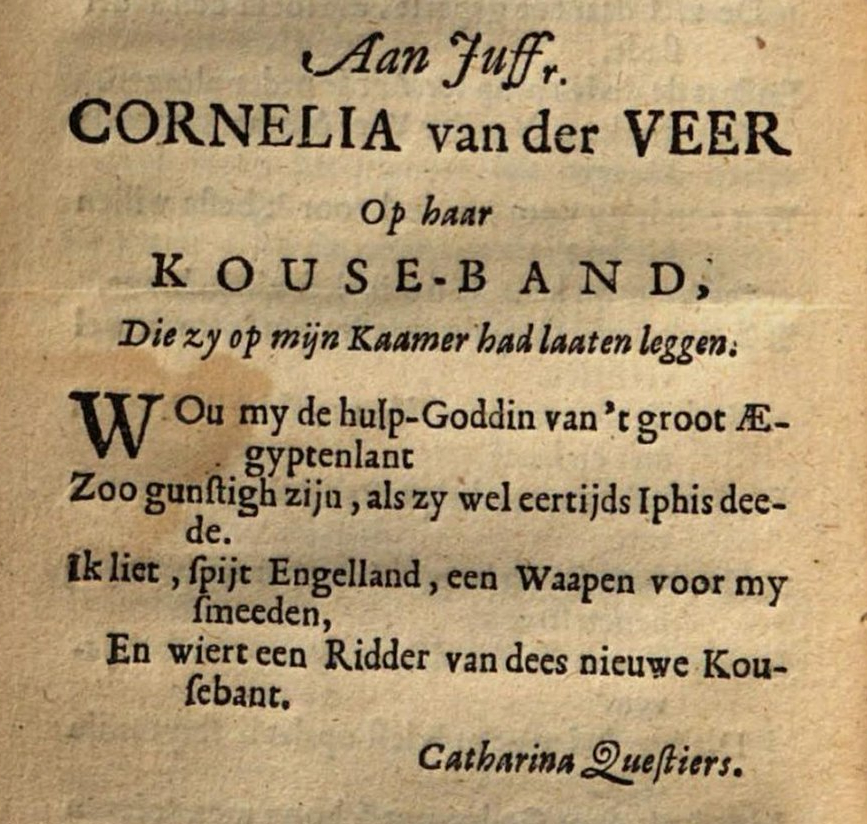
Gedicht über Cornelia van der Veers Strumpfband. In: Lauwer-stryt (1665).

Catharina Questiers (* 25. November 1631 in Amsterdam; † 1. Februar 1669 ebenda) war eine niederländische Dichterin, Dramatikerin und Künstlerin. Neben Cornelia van der Veer und Katharyne Lescailje war sie die erfolgreichste niederländische Dichterin der zweiten Hälfte des 17. Jahrhunderts.

## Leben
Catharina Questiers wurde als jüngstes von sechs Kindern von Salomon Davidsz Questiers (1590–1636) und Elisabeth Jan (1593–1660) geboren. Der Vater hatte ein florierendes Klempnereigeschäft in der Amsterdamer Warmoesstraat. Die Familie stammte ursprünglich aus Ypern und war vielleicht römisch-katholisch. Allerdings war es für Katholiken ungewöhnlich, das katholische Brabant zu verlassen und nach Amsterdam zu ziehen, so dass ihre Konfession fraglich ist.
Das Geschäft ihres Vaters machte die Familie relativ wohlhabend, so dass sie ein gutes Leben führen konnte. Ihr Vater war nicht nur ein Geschäftsmann, sondern hatte auch Einfluss und Ansehen in der Theater- und Literaturwelt. Er war Mitglied der Brabanter Rederijkers, Het Wit Lavendel, Mitglied der von Samuel Coster gegründeten Eersten Nederduytschen Academie und Dramatiker. Er schrieb ein Stück mit dem Titel Griecxen Amadis, das mehrmals im Haus der Academie an der Keizersgracht, dem damals renommiertesten Theater, aufgeführt wurde.
Questiers soll dadurch beeinflusst ihr erstes Gedicht zusammen mit ihrem Bruder David geschrieben haben, als sie acht Jahre alt war. Ihr erstes, veröffentlichtes Werk war Lijk-Klacht („Totenklage“), das sie nach dem Tod ihres bewunderten Vorbilds und Freundin Maria Tesselschade Visscher schrieb. Das Gedicht erschien in der Sammlung Wintersche Avonden („Winterliche Nächte“) von Jacob Viverius.
Questiers machte sich als eine der frühesten Dramatikerinnen der Republik einen Namen. Ihr erstes Stück, Den geheymen minnaar („Der verborgene Liebhaber“), war 1655 eine Adaption in Reimform einer bestehenden Prosaübersetzung der spanischen Komödie No vieran las mujeres von Lope de Vega. Spanische Theaterstücke waren in der Republik der Vereinigten Niederlande wegen ihrer spektakulären Handlungen und Liebesaffären besonders beliebt. Questiers widmeten es der kunstsinnigen Königin Christina von Schweden, die Niederländisch konnte. Ihr zweites Stück war Casimier of gedempte hoogmoet („Kasimir oder der gebändigte Hochmut“), ebenfalls nach spanischer Prosa gedichtet. Es wurde 1656 uraufgeführt. Vor allem dieses Stück brachte Questiers erheblichen Ruhm ein, denn die erste professionelle Schauspielerin Amsterdams, Ariana Nozeman, spielte die Hauptrolle. Das Gerede über das Stück erregte so viel Aufmerksamkeit, dass der Amsterdamer Stadtrat einer Aufführung beiwohnte.
Questiers war nicht nur Dichterin und Dramatikerin, sondern eine multitalentierte Künstlerin. Sie und ihr Bruder David erstellten Stiche, zeichneten, bildhauerten, stickten und beherrschten den Scherenschnitt. Questiers illustrierte ihre Gedichte und die Gedichte ihres Bruders David daher selbst.
Im 17. Jahrhundert war es durchaus üblich, dass Dichter gemeinsam Werke schufen und sich in freundschaftlichen, poetischen Reaktionen auf das eine oder andere Thema austauschten. Zwischen November 1662 und Januar 1663 schrieben Questiers und ihre Jugendfreundin Cornelia van der Veer gemeinsam eine Reihe von Gedichten, die 1665 veröffentlicht wurden. Die Sammlung trug den Titel Lauwer-strijt tussen Catharina Questiers en Cornelia van der Veer („Kampf um den Lorbeer …“). Der Wettstreit ging darum, wer den Lorbeerkranz des Dichters mehr verdiente. Der Kampf wurde mit einem Unentschieden gewertet. Insgesamt steuerte Questiers 31 Gedichte und van der Veer 51 Gedichte bei. Hinzu kamen weitere Gedichte von Freunden, die sie in das Buch aufnahmen, so dass es zu einer umfangreichen, 375 Seiten umfassenden, limitierten Auflage kam.
Catharina Questiers heiratete erst im Alter von 34 Jahren, vier Jahre vor ihrem Tod. Zu diesem ungewöhnliche Umstand sind schon von den Zeitgenossen verschiedene Theorien entwickelt worden: Joost van den Vondel bezeichnete sie als saubere Katheryn. Constantijn Huygens schrieb in einem Brief „die große Dicke in Amsterdam“. Auf Gemälden von Questiers wird sie als eine etwas übergewichtige Frau dargestellt. Es besteht also die Möglichkeit, dass ihre äußere Erscheinung ihre Heirat erschwerte. Alle ihre Schwestern heirateten vor ihr. Questiers könnte aber auch einfach nicht heiraten gewollt haben. Auf die Frage, ob sie heiraten wolle, antwortete sie oft: „Ich liebe meine Freiheit“. Außerdem war sie reich und deshalb auch finanziell unabhängig. Im Laufe der Jahre kam Questiers zu so großem Reichtum, dass sie nach dem Tod ihres Bruders dessen Frau über 10.000 Gulden (eine erhebliche Summe) schenken konnte.
Am 19. April 1664 heiratete Questiers den Kaufmann Johan Cough (1627–1673). Das Paar bekam keine Kinder mehr. Questiers starb am 1. Februar 1669 eines natürlichen Todes. Auf ihrem Grab in der Oude Kerk schrieb Vondel: 

„De nijd des zerks bedekt de schoonheid van Questier./ Die geest, nog schoner, leeft in hout en wit papier./ In aarde en hemel rees om haar een groot krakeel./ Elk trok. De hemel won de ziel, het schoonste deel“

„Der Neid auf das Werk verdeckt die Schönheit von Questier./ Jener Geist, der noch schöner ist, lebt in Holz und weißem Papier./ Auf Erden und im Himmel erhob sich ein großer Aufruhr um sie./ Jeder zeichnete. Der Himmel hat die Seele gewonnen, der schönste Teil“

## Werke
Gedichte
Die Gedichte erschienen in verschiedenen Gedichtsammlungen:
- Wintersche avonden, of Nederlandsche vertellingen (1649).
- Koddige olipodrigo (1655).
- Klioos kraam (1657).
- Amsterdamse mengel-moes (1658).
- Bloemkrans van verscheiden gedichten (1659).
- Joan Blasius, Fidamants kusjes, minne-wysen en by-rymen aan Celestyne (1663).
- Clioos cytter, slaande aardige gezangen (1663/1669).
- Lauwer-strijt tussen Catharina Questiers en Cornelia van der Veer. Met eenige by-gedichten aan en van haar geschreeven (1665).

Theaterstücke
- Den geheymen minnaar (1655).
- Casimier of Gedempte hoogmoet (1656).
- d’Ondanckbare Fulvius en getrouwe Octavia (1665).

Eine Zusammenstellung der von Questiers gestochenen Illustrationen zu den Gedichten von ihr und ihrem Bruder wurde von Marijke Spies 2003 erstellt.